# Национальное собрание Польши
Национальное собрание Польши (пол. Zgromadzenie Narodowe Polski) — двухпалатный парламент Польши. Состоит из верхней палаты — Сената и нижней — Сейма. Обе палаты проводят заседания раздельно, за исключением визитов глав государств или празднования важных событий.
В 1922—1935 и 1989—1990 годах Национальное собрание избирало президента Польши абсолютным большинством голосов. В 1935 году он избирался Собранием избирателей, которое состояло из Маршала Сената (в качестве президента Собрания избирателей), Маршала Сейма, премьер-министра, председателя Верховного суда, Генерального инспектора Вооружённых сил, 50-ти избирателей, избранных Сеймом, и 25-и избирателей, избранных Сенатом. В 1946 году Сенат был отменён. Поэтому Болеслав Берут был избран президентом в 1947 году только Сеймом. В 1952—1989 годах должности президента не было. В 1989 году Сенат был восстановлен, в том же году президентом был избран Войцех Ярузельский. С 1990 года президент избирается народом. Тем не менее, только Национальное собрание может отправлять президента в отставку. С 1992 по 1997 год Национальное собрание разработало новую конституцию, которая была одобрена на всенародном референдуме 25 мая 1997 года.

## Галерея

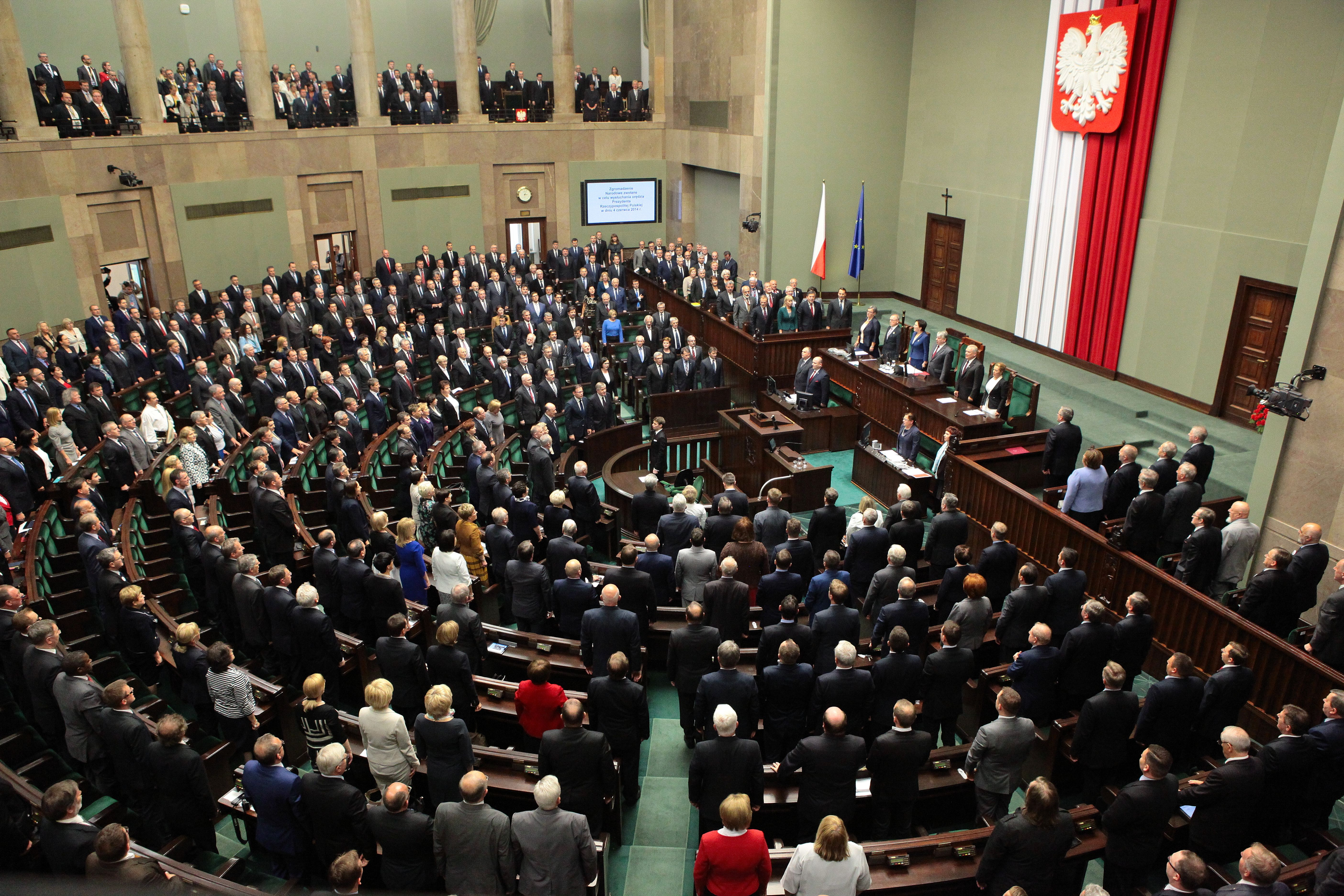
Открытие заседания Национального собрания 4 июня 2014 года
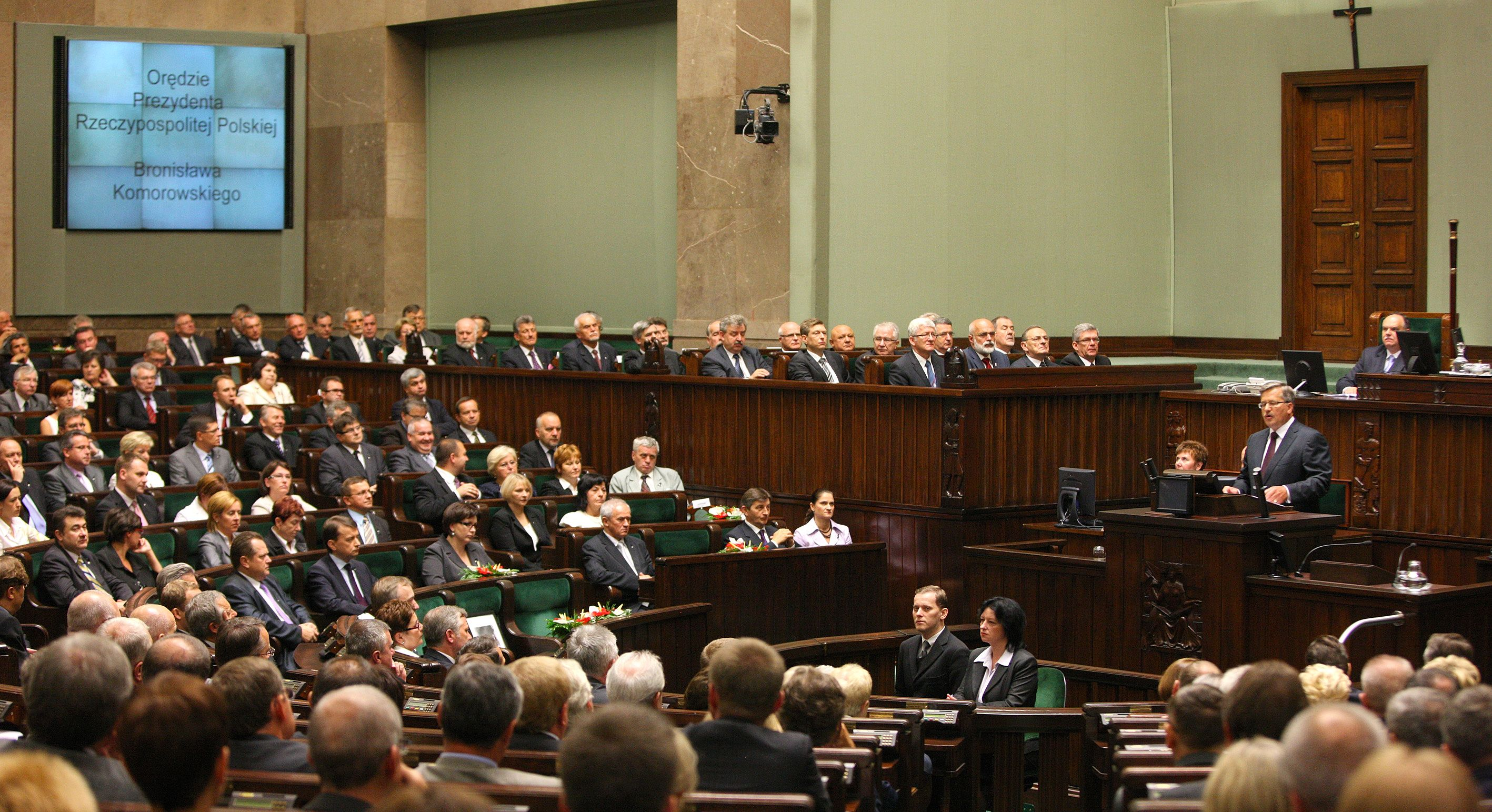
Президент Бронислав Коморовский выступает перед Национальным собранием, 6 августа 2010 года
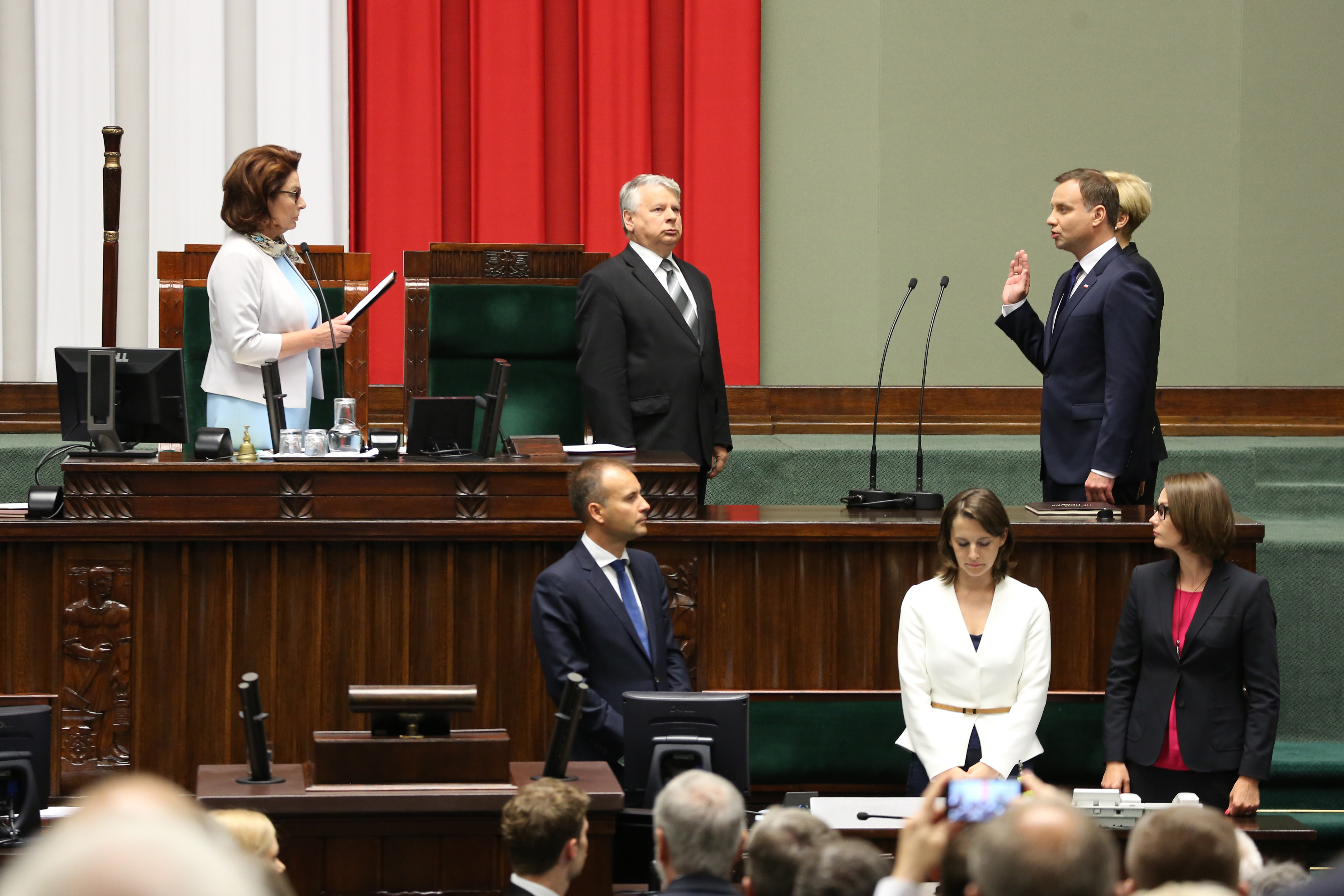
Президент Анджей Дуда приносит присягу перед Национальным собранием, 6 августа 2015 года

## Сайты
- www.senat.gov.pl — сайт Сената
- www.sejm.gov.pl — сайт Сейма